# تمكرت (تمغيلت)
تمكرت هو دُوَّار يقع بجماعة تمكرت، إقليم الحوز، جهة مراكش آسفي في المملكة المغربية. ينتمي الدوّار لمشيخة تمغيلت التي تضم 6 دواوير. يقدر عدد سكانه بـ 705 نسمة حسب الإحصاء الرسمي للسكان والسكنى لسنة 2004.

## روابط خارجية
- البوابة الوطنية للجماعات الترابية نسخة محفوظة 12 مارس 2018 على موقع واي باك مشين.
- المندوبية السامية للتخطيط